# Alaptus muelleri
Alaptus muelleri är en stekelart som beskrevs av Girault 1912. Alaptus muelleri ingår i släktet Alaptus och familjen dvärgsteklar. Inga underarter finns listade i Catalogue of Life.